# Восстание Этельвольда
Восстание Этельвольда — было попыткой Этельвольда Этелинга захватить англосаксонский трон у Эдуарда Старшего после смерти Альфреда Великого в 899 году. Оно закончилось, когда Этельвольд был убит в битве при Холме в 902 году.

## Причины
После смерти Альфреда Великого 26 октября 899 года его сын Эдуард надеялся стать его преемником. Двоюродный брат Эдуарда Этельвольд был единственным выжившим сыном старшего брата Альфреда Этельреда I, короля Уэссекса. Его конкурирующие претензии на трон заключались в том, что он был слишком молод, чтобы унаследовать его, когда Этельред умер, в результате чего Альфред стал королём.

## Восстание
Первым что сделал Этельвольд это с помощью своего небольшого отряда захватил Уимборн, место захоронения его отца. Затем он взял под свой контроль земли в Крайстчерче и вернулся в Уимборн, чтобы дождаться ответа Эдуарда. Эдуард собрал армию и двинулся в Бэдбери, но Этельвольд отказался встретиться с ним в бою. Вместо этого он остался в Уимборне вместе со своими людьми и похищенной монахиней, по-видимому, готовясь к длительному противостоянию, хотя, похоже, у него были ресурсы для лобовой атаки, и он готовился к атаке, когда ночью ехал на север.
Этельвольд прибыл на север вскоре после того, как бежал от столкновения в Уимборне. Он обратился за поддержкой к датским викингам, захватившие Нортумбрию, и они присягнули ему на верность и он стал правителем Йорвика. Тем временем Эдуард был коронован в Кингстон-апон-Темс 8 июня 900 года.
Осенью 901 года Этельвольд отплыл с флотом своих новых союзников в королевство Эссекс. К 902 году он и датчане из Восточной Англи атаковали глубь Мерсии, одного из самых важных союзников Эдуарда.

### Битва при Холме
В ответ Эдуард опустошил Восточную Англию, и когда он отступил, люди Кента не подчинились приказу и встретили датчан в Восточном Мидленде. 13 декабря 902 года состоялась битва при Холме. Датчане нанесли поражение войскам Эдуарда, но в результате в битве были убиты Этельвольд и Эохрик, датский король Восточной Англии. С англосаксонской стороны было много потерь, в том числе два кентских эрла, Сигехельм и Сигевульф.

## Внешние ссылки
- Anglo-Saxon Kings - Edward the Elder
- English Monarchs - Edward the Elder